# Фріц Муляр
Фріц Муліар (нім. Fritz Muliar; ім'я при народженні — Фрідріх Людвіг Штанд, 12 грудня 1919, Відень — 4 травня 2009, там само) — австрійський актор театру та кіно.

## Біографія
Народився в Нойбау, Відень, був пасиноком ювеліра. У кінці 1930-х років Муліар став співаком у кабаре. У молодості він був бойскаутом. Після служби у Другій світовій війні, був ув'язнений нацистами в 1942 році і провів сім місяців у вигляді одиночного ув'язнення за порядок відновлення австрійської незалежності.
Після війни Муліар розпочав свою кар'єру актора. Віддавав перевагу комічним романам та традиційним австрійським історіям (Йоган Нестрой, Фердинанд Раймунд). Муліар також відрізняється відмінністю різних акцентів, зокрема тих, що використовуються чеськими та ідишними німецькими мовами. У 1990 році він мав величезний успіх у п'єсі Фелікса Майтєра для однієї людини, Сибір (1991), твір на тему ейджизму про старого чоловіка, якого покинула його сім'я у будинку пристарілих та його боротьбі за гідність.
Поки він також регулярно виступав на Зальцбурзькому фестивалі в п'єсі Jedermann (німецька версія Everyman), Муліар був пов'язаний з двома віденськими театрами зокрема: з Бурґтеатром був учасником цього театру до виходу на пенсію, і з Театром в Йозефштадті, де він працював до своєї смерті в 2009 році. Він був одним із найсуворіших критиків Клауса Пеймана, директора Бурґтеатру протягом 1986 - 1999 років, чиє керівництво популяризовало австрійських театральних виконавців, зосередивши увагу на суперечливих драматурах, таких як Томас Бернгард та Ельфріде Єлінек.
Муліар з'явився у численних фільмах та в деяких телевізійних серіалах, таких як Кір Роял (разом з Францем Кевером Кроецем) та Комісар Рекс. Найбільш відомий міжнародній публіці головною роллю у телесеріалі з 13 частинами Die Abenteuer des braven Soldaten Schwejk, який знімався німецькою мовою та транслювався на австрійському державному телебаченні (ORF) у 1972 році.

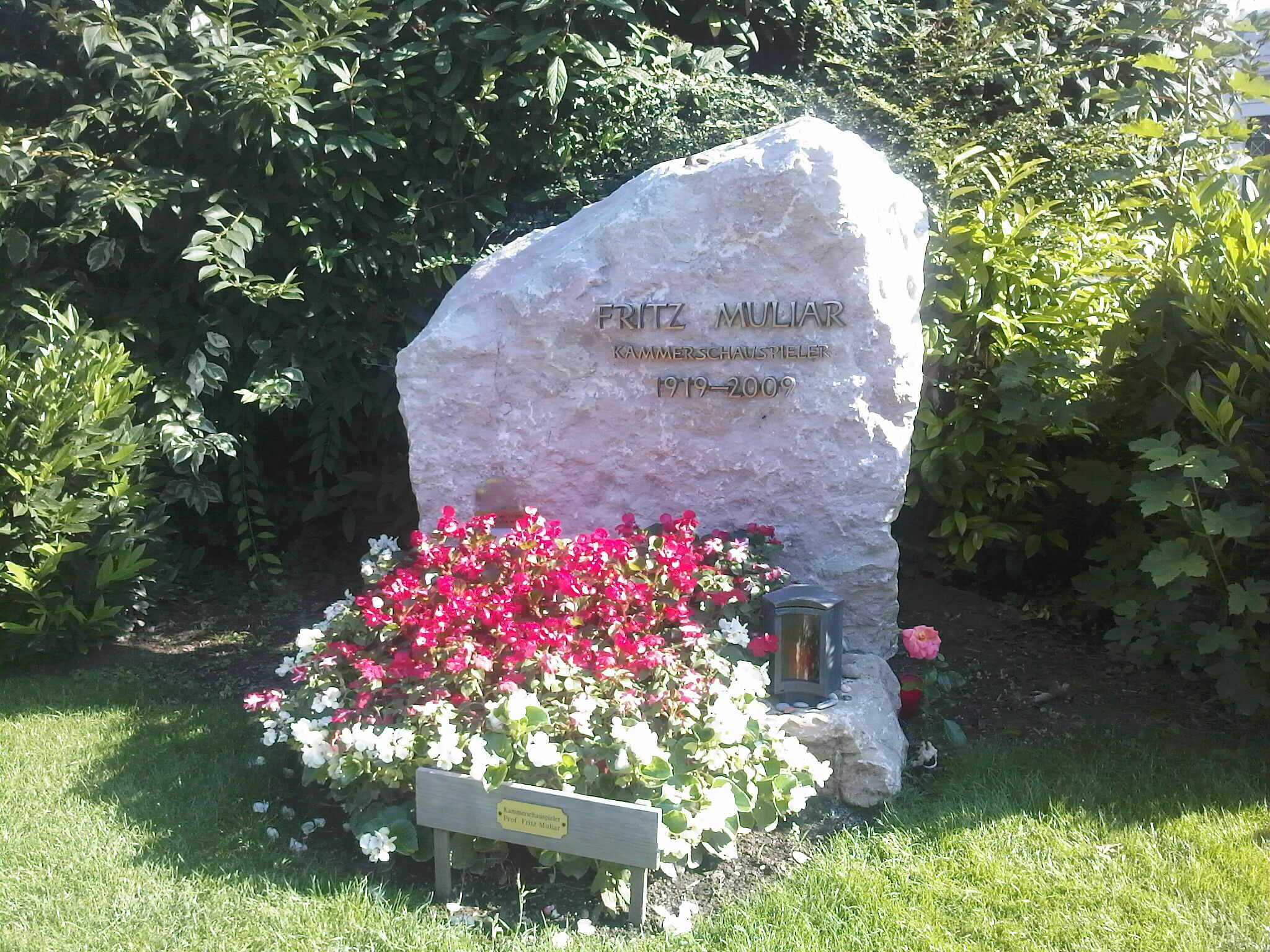
Могила Фріца Муліара

Муліар був сформованим соціал-демократом, який публічно підтримав різних австрійських соціал-демократичних політиків під час виборчих кампаній. Він був одружений 1955 року з Францискою Кальмар. У січні 2006 року він був обраний на посаду громадського радника на австрійському державному телебаченні (ORF). Він помер у Відні, у віці 89 років.

## Нагороди
- Орден «За заслуги перед Федеративною Республікою Німеччина» (1977)
- Почесний знак «За заслуги у звільненні Австрії»;
- Золота медаль за заслуги Віденя;
- Медаль Австрійської телерадіокомпанії;
- Професор (1975);
- Медаль «Каїнця» (1978);
- Кільце Нестрой (1984);
- Австрійський почесний знак «За науку й мистецтво», 1 ступінь (1984)
- Золота медаль Штирії (1985);
- Золота медаль Зальцбурга (1989);
- На честь актора названа вулиця в Гроссенцерсдорфі (1994);
- Почесний член Бурґтеатру (1995);
- Почесний член Театру в Йозефштадті (1996);
- Почесне кільце Відня (1999);
- Європейська Культурна Премія (2001);
- Почесний знак «За заслуги перед Австрійською Республікою» (2002)[3];
- Велика золота прикраса за заслуги провінції Нижня Австрія (2002);
- Платинум Ромі за життєві досягнення (2004);
- Фердинанд Раймунд-рінг (2008)
- Кільце честі Гроссенцерсдорфа;